# Hafen Pepel
Der Hafen Pepel (englisch Port of Pepel oder auch Pepel Port) ist ein Hafen im Flussdelta des Sierra Leone River im westafrikanischen Sierra Leone. Er befindet sich unweit des Ortes Pepel.
Der Hafen dient ausschließlich der Verschiffung von Eisenerz des Marampa-Bergwerks.
Er verfügt über einen Anschluss an das sierra-leonische Schienennetz und einen Schiffsbelader. Der Ausbau des Hafens und des Schienennetzes wurde nach jahrelanger Planung Anfang 2023 beschlossen und entsprechende Verträge unterzeichnet.